# 다르다누스 (오페라)
다르다누스(Dardanus)는 장필리프 라모가 작곡한 서정 비극 양식의 오페라로, 서막과 5막으로 구성되어 있다. 이 작품은 1739년에 작곡되어 같은 해, 11월 19일 파리시의 파리 오페라 극장에서 초연되었다.

## 작품 배경
평론가들로부터 줄거리의 연결성이 부족하다는 비난을 받았다고 한다. 1739년에 나왔던 첫 판본은 26번 공연될 만큼 성공을 거두었다고 한다. 그 후 1744년과 1760년에 광범위하게 개정되었다. 악보 중 상당량이 줄거리를 극화시키기 위해 생략되었다.
마크 민코프스키가 1739년 판본으로 녹음하였으며, 왕립 음악 아카데미에서는 2006년 가을에 런던 첫 공연을 준비하였다.

## 등장인물
- 비너스, 소프라노
- 아무르 - 사랑의 신,
- 다르다누스, 제우스와 엘렉트라의 아들, 퇴세르의 적, 테너
- 퇴세르, 프리지아의 왕, 베이스-바리톤
- 이피즈, 퇴세르의 딸, 소프라노
- 앙테노르, 근방 국가의 왕, 퇴세르의 동맹자, 베이스-바리톤
- 꿈들, 4명의 목소리
- 이스메노르, 주피터의 사제, 마법사, 베이스
- 양치기 소녀

## 서막과 1막, 2막의 줄거리
무대: 키티라섬에 있는 사랑의 신 아무르의 궁전 안.
비너스는 "즐거움을 지배하라, 지배"라는 노래를 부르자, 아무르와 우아의 신도 노래를 부르고 춤을 춘다. 질투, 부질서, 의심의 신이 등장하여, 그 흥겨운 축제를 방해하려 한다. 비너스는 그들에게 사랑스럽고 헌신적인 정령이 되라고 부탁하고, "변덕스런 북쪽 바람이 불 때"라는 노래를 부른다.
프라기아의 왕 퇴세르는 다르다누스와 전쟁 중이다. 그의 딸인 이피즈는 주피터의 아들인 다르다누스에 대한 사랑의 열병으로 고통스러워 한다. ("멈춰라, 잔인한 사랑이여, 내 영혼을 잠식하네") 퇴세르 왕은 앙테노르의 연합 덕분에 승리에 도달했음을 감사한다. "마르스 벨로네여, 우리의 일격을 인도하소서"
반도의 사원에서 마법사 앙테노르는 미래를 걱정한다. "모든 미래가 현재 내 눈 안에 있다"란 노래를 부른다. 다르다누스는 그의 오랜 친구에게 그가 이피즈를 사랑하고 있다고 고백한다. 마법사는 정령들을 소환하여, 그의 마법 지팡이로 건네준다. 앙테노르가 사라진 후, 다르다누스는 앙테노르의 모습으로 변장하였다. 이에 속은 이피즈는 자신의 심정을 드러내고, 다르다누스는 이에 저항하지 못한다. 불이 환하게 들어오고, 그는 적들의 손아귀에 잡히게 된다. 전쟁 소리가 그 다음 막으로 바뀌는 전환으로 사용된다.